# Pabellón del cáncer
Pabellón del Cáncer es una novela del premio Nobel ruso Aleksandr Solzhenitsyn.

## Personajes

### Pacientes
- Oleg Filimónovich Kostoglótov (el "Roedor"): Protagonista de la obra. Es un ex prisionero de Gulag. Es un paciente de 34 años, de aspecto rudo, con una cicatriz facial, que desafía abiertamente la autoridad de Rusánov. Es escéptico y rebele, pero también muestra un lado intelectual al ayudar a Diomka con sus estudios. Tiene un tumor en el estómago. En el pasado fue exiliado político en una zona rural.

- Pável Nikoláyevich Rusánov: Un burócrata soviético de alto rango, acostumbrado a privilegios y tratos especiales. Orgulloso y temeroso de perder su estatus, su mundo se derrumba cuando es diagnosticado con un tumor en el cuello y enviado al pabellón de cancerosos (número 13, lo que aumenta su angustia). Su miedo a la enfermedad se mezcla con el desprecio hacia el entorno hospitalario, que considera indigno de su posición.

- Yura: Hijo de Pável. Es frío y distante, que parece más preocupado por su carrera jurídica que por el estado de su padre.

- Yefrem Poddúyev: Un paciente rudo y desesperanzado, con vendajes en el cuello. Tiene cáncer a la lengua. Insiste en recordarle al resto que tienen cáncer y no lo nieguen haciendo comentarios crudos y fatalistas.

- Sharaf Sibgátov: Paciente afable. Le gusta leer libros de cáncer y diagnósticos. Tiene una herida en la espalda.

- Azovkin (Kolia o Kólienka): Un joven paciente que sufre intensos dolores y se retuerce en su cama cerca de la ventana. Es el que más se le ve que sufre.

- Proshka (Prokofi Semiónych): Un paciente joven y aparentemente saludable, de mejillas sonrosadas, que contrasta con los demás. Su actitud despreocupada y su buen apetito hacen que Rusánov cuestione si realmente está enfermo.

- Ajmadzhán: Un joven uzbeko alegre y optimista, que cojea pero mantiene un espíritu jovial. Su vitalidad contrasta con el ambiente sombrío del pabellón.

- Diomka: Un adolescente de 16 años. Tiene la pierna con cáncer. Intenta estudiar para no perder el año escolar.

- Mursalímov: Es un anciano uzbeko (de Uzbekistán, Asia Central) mayor que murmura oraciones y tose persistentemente.

- Guenrij Yakóbovich Federau: Paciente que cree estar sano, pero los médicos le recomiendan otra operación.

- Vadim Zatsyrko: Estudiante y geólogo de 26 años que le gustan los libros. Está esperanzado por un nuevo tratamiento con oro coloidal.

- Asienka (Asia): Chica deportista y alegre que está en la clínica inicialmente solo para un análisis.

- Alexéi Filíppovich Shulubin (el "lechuza"): Hombre mayor y reservado, bibliotecario, de mirada intensa.

- Chály: Paciente optimista y bromista que anima la sala con juegos y vodka.

- Sharaf Sibgátov: Paciente en estado crítico.

- Yelena Alexándrovna Kadmin: Paciente de la clínica.

### Personal del sanitario
- Mita: La enfermera jefe, una mujer eficiente pero hastiada, que rechaza el soborno de Kapitolina.

- Vera Kornílievna Gángart (Vega): Médico radioterapeuta. Rondaba los 30 años. Llevaba 8 años trabajando con su jefa Dontsova.

- Liudmila Afanásievna Dontsova: Jefa del departamento de radioterapia. Mujer corpulenta y de cabello corto. Rondaba los 50 años. Jefa de Vera.

- Nizamutdín Bajrámovich: Es el médico jefe. Jefe de Dontsova.

- Olimpiada Vladislávovna: Enfermera eficiente del departamento de rayos. Es muy ceremoniosa, se cree superior al paciente.

- Nelia: Auxiliar sanitaria chismosa y deshinibida. Se lleva bien con Sharaf.

- Zóyenka (Zoya): Enfermera joven que está haciendo la práctica en la clínica oncológica. Es amable, lo que contrasta con la severidad del personal hospitalario.

- Lev Leonídovich: Cirujano principal, es colega de Vera.

- Yelizaveta Anatólievna: Auxiliar sanitaria educada y respetada. Informa a Dontsova.

- Turgun: Practicante que coloca inyecciones.

- María: Enfermera ucraniana que trabajaba por turnos. Su mala experiencia matrimonial influye a Zoya.

- Jalmujamédov: Cirujano inepto protegido por cuotas étnicas.

- Angelina: Cirujana joven más enfocada en chismes que en su trabajo.

- Vérochka Gángart: Patóloga.

- Dormidont Tíjonovich Oreschenkov: Médico anciano y sabio.

### Otros
- Kapitolina Matvéyevna (Kapa): Esposa de Pável, una mujer práctica y dominante.

- Minái: Hermano de Kapa.

- Avieta Rusánova: Hija de Pável, joven segura y ambiciosa que aspira a ser escritora.

- Yura, Maika y Lávrik: Otros hijos de Pável y Kapa.

- Ródichev: Antiguo conocido de Pável.

- Yeguenberdíev: Pastor de Kazajistán. Paciente grande, entró por una úlcera en el labio.

- Ostápenko: Camarada de Pável.

- Tía Stiofa: Anciana religiosa que consuela a Diomka con comida y consejos.

- Rita: Compañera de Zoya.

- Kolia: Técnico constructor que intima con Zoya.

- Zvéinek (Yan): Un compañero de su juventud que aparece en el sueño de Pável.

- Nikolái Ivánovich: Junto a Yelena, son un matrimonio de exiliados que han encontrado felicidad en la vida sencilla.

- Ksana: Mujer de pueblo, buena ama de casa, es un posible interés romántico de Oleg.

- Inna Strom: Joven de 18 años, meteoróloga. Oleg le siente algún afecto.

- Escarabajo y Tóbik: Los perros de los Kadmin.

- Yelena Alexándrovna y Nikolái Ivánovich: Amigos de Oleg en el exilio.

## Argumento
La historia se desarrolla en un hospital en Taskent en los años 1950. Como el título lo indica, la novela se concentra en un grupo de enfermos de cáncer mientras experimentan quimioterapia. 
Explora la vida del efecto en los campos de trabajo tendrá en la vida de un hombre, pues el protagonista Oleg Kostoglotov se da una sacudida eléctrica para descubrir el mundo materialista de la ciudad fuera de la sala del cáncer. Oleg está en “exilio perpetuo” en Ush-Terek, en Kazajistán.
La burocracia y la naturaleza de la energía en el estado de Stalin es representada por Pavel Nikolayevich Rusanov, “oficial de personal”. La energía corrupta del régimen de Stalin se demuestra con sus deseos ambiguos de ser “trabajador” pero también de alcanzar una “pensión especial”. 
Por su parte, la esposa de Rusanov tira basura por la ventanilla de su coche, simbolizando el descuido con el cual el régimen trató el país.
La novela es en parte autobiográfica. El personaje Oleg Kostoglotov fue admitido al hospital de un gulag, similar a Solzhenitsyn, y condenado al exilio interior en la misma región de la URSS. Oleg se representa en Leningrado, Solzhenitsyn nació en Rostov.

## Alegoría
La sala de cáncer de la novela, hace muchas referencias alegóricas al estado de la Rusia soviética, particularmente la cita de Kostoglotov: "una persona muere de tumor, ¿Así puede un país sobrevivir con tumores como campos de trabajos forzados y exilios?". 
Destaca la comparación entre el cáncer que alcanza al paciente con el estado policial que alcanza Rusia.